# Pavel Kouda
Pavel Kouda (* 27. června 1959) je český regionální politik, bývalý náměstek hejtmanky Ústeckého kraje, v letech 1998 až 2002 a pak opět 2006 až 2010 zastupitel města Mostu, bývalý člen ČSSD. Pravomocně odsouzen v korupční kauze ROP Severozápad k podmíněnému trestu.

## Profesní a politická kariéra
V letech 1993 až 2000 působil jako soukromý podnikatel v oblasti reklamy. V letech 1999 až 2005 byl členem představenstva firmy SPORTOVNÍ HALY MOST, a.s. V letech 2000 až 2012 byl zastupitelem Ústeckého kraje a v letech 2008 až 2012 byl náměstkem hejtmanky pro oblast ekonomiky, zdravotnictví, strategie přípravy a realizace projektů. Od roku 2007 je členem představenstva Regionální rozvojové agentury Ústeckého kraje, a.s. V roce 2008 se stal členem představenstva firmy Krajská zdravotní, a.s. Od roku 2010 je předsedou správní rady Destinační agentury Krušné hory o.p.s.

## Zelená perla
V anketě Zelená perla o nejhloupější výrok z oblasti životního prostředí, byl za rok 2009 oceněn jeho výrok: „Prostě jsem pro prolomení limitů, aby se ta kultura tady trošičku zvedla.“

## Machinace s dotacemi Evropské unie
4. září 2012 byl policií zadržen spolu se současným a bývalým ředitel Úřadu regionální rady Severozápad v souvislosti s vyšetřováním se korupce pří rozdělování evropských dotací v NUTS 2 Severozápad. ČSSD ještě týž den uvedla, že Kouda bude stažen z kandidátky strany pro krajské volby v říjnu 2012 v případě, že ho policie obviní z trestného činu.
5. září rezignoval na všechny veřejné i stranické funkce.
Soud na žádost státního zástupce poslal Koudu do vazby z obavy, že by mohl ovlivňovat svědky a pokračovat v trestné činnosti. Policie jej obvinila ze zneužití pravomoci úřední osoby a poškození finančních zájmů Evropských společenství. Podle informací České televize může zatčení souviset s projektem za čtyřicet milionů korun, která měla lákat turisty do zrekultivovaných oblastí Ústeckého kraje a kterou si krajský úřad objednal u firmy vzniklé krátce před získáním zakázky.
V prosinci 2016 policie Koudu a dalších 23 lidí obvinila z poškozování zájmů Evropské unie v souvislosti s evropskými dotacemi z Regionálního operačního programu Severozápad.